# آگوتی آزارا
آگوتی آزارا (نام علمی: Dasyprocta azarae) نام یک گونه از سرده آگوتی است.